# Guldhoppspindel
Guldhoppspindel (Heliophanus auratus) är en spindelart som beskrevs av Koch C.L. 1835. Guldhoppspindel ingår i släktet Heliophanus och familjen hoppspindlar. Arten är reproducerande i Sverige. Inga underarter finns listade i Catalogue of Life.